# Walder Kotten

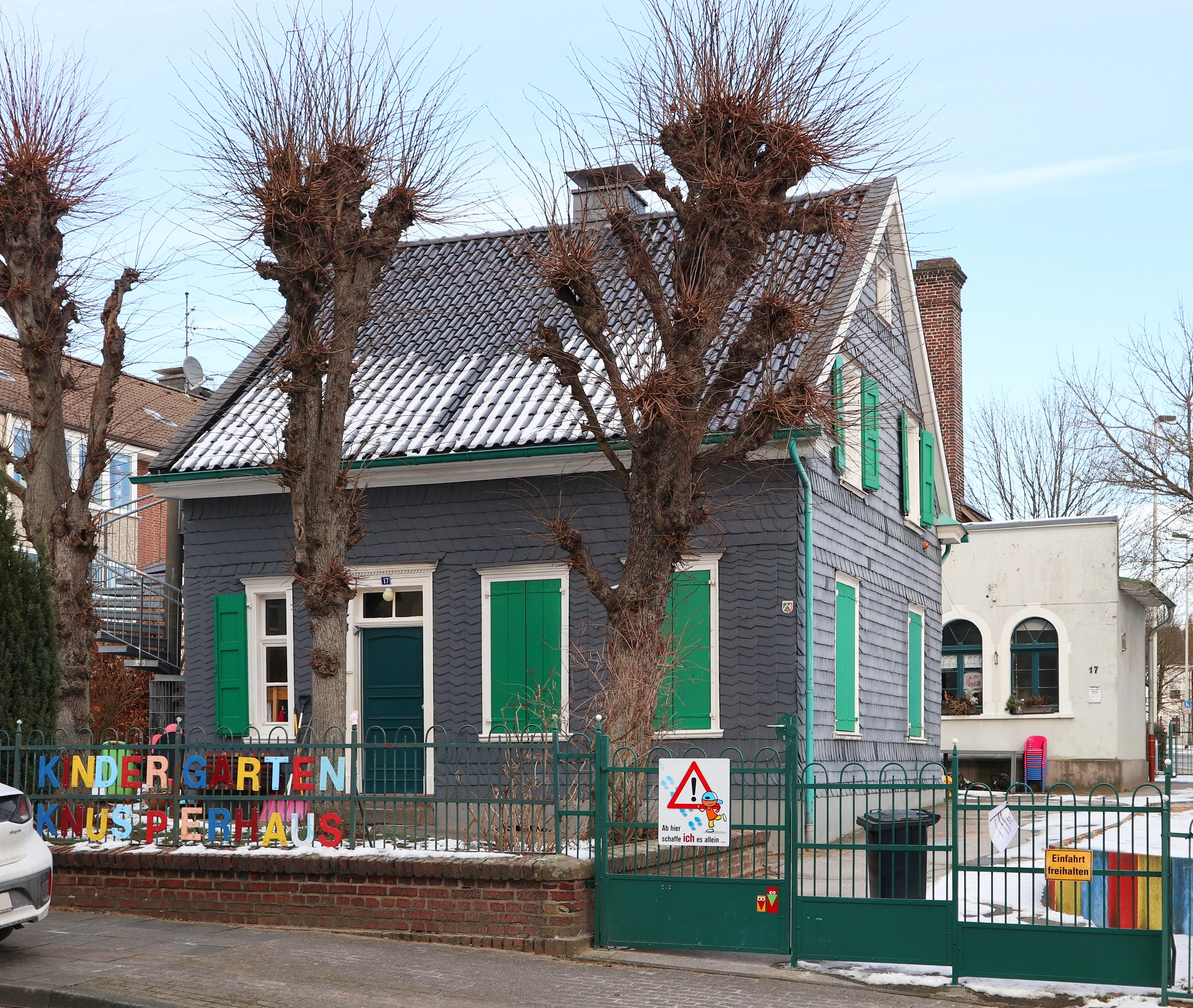
Das Schieferhaus des Walder Kottens

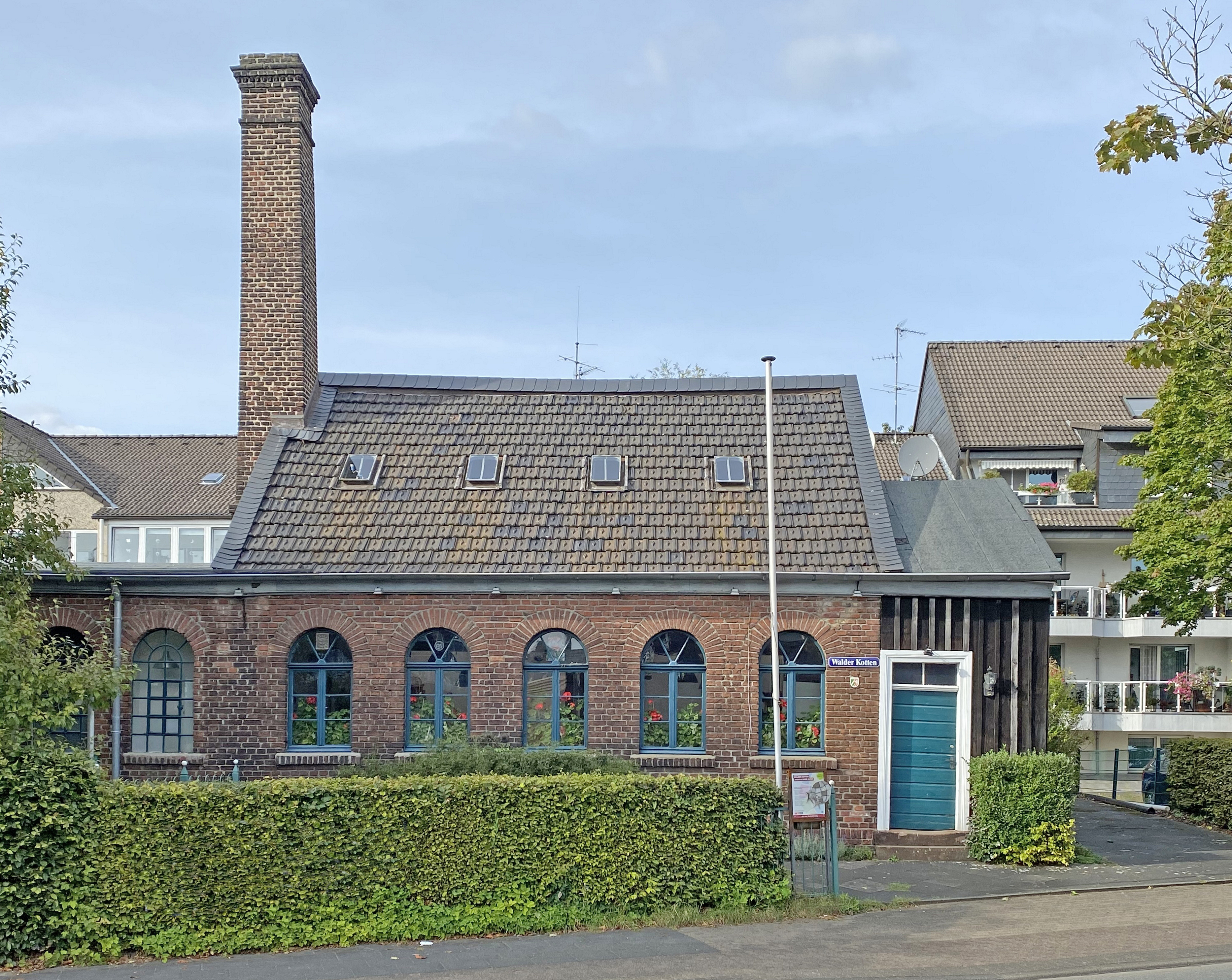
Der Fabrikbau

Der Walder Kotten ist ein unter Denkmalschutz stehender ehemaliger Betriebs- und Fabrikgebäudekomplex aus dem 19. Jahrhundert an der Locher Straße 17 in Solingen. Er beherbergt unter anderem das Laurel & Hardy Museum.

## Gebäude
Bei dem ursprünglichen Gebäude handelt es sich um eine mechanische Werkstatt und Fabrik in Solingen-Wald. Das gesamte Ensemble steht auf einem etwa 850 m² großen Grundstück und hat eine bebaute Fläche von etwa 350 m², wovon die ehemalige Fabrik mit Kontor etwa 240 m² Fläche beansprucht.
Das Ensemble besteht aus folgenden Gebäudeteilen die im Laufe seiner Geschichte mehrfach angebaut wurden.
- ein verschiefertes Fachwerkhaus, in dem heute ein Kindergarten untergebracht ist
- ein daran angebautes zweigeschossiges Gebäude, der ehemaligen Werkstatt
- ein eingeschossiger Anbau, ehemaliges Kontor
- ein angebautes Fabrikgebäude in Ziegelbauweise, welches als eigentlicher Walder Kotten bezeichnet wird

## Geschichte
Eduard Vock erwarb 1873 das Fachwerkhaus und errichtete den Anbau als Betriebsstätte. Hier wurden zunächst Spiralbohrer hergestellt. 1885 wurde der Betrieb an den Sohn Carl Vock übergeben. Dieser erweiterte die Produktion um die Herstellung von Knöpfen und feinmechanischen Werkzeugen für Uhrmacher und errichtete 1890 das Fabrikgebäude und das Kontor. Carl Vock hatte mit seiner frühzeitig verstorbenen ersten Frau einen Sohn, Willibald und mit seiner zweiten Frau zwei weitere Kinder, Thea und Eugen. Nach dem Tod von Carl Vock führte Sohn Willibald den Betrieb von 1944 bis 1962 in den Gebäuden weiter. Thea und Eugen Vock wurden Ärzte, Thea führte ihre Praxis in dem Fachwerkhaus an der Locher Straße bis 1964.
Die Firma Kücke & Co. aus Wuppertal übernahm den Betrieb 1962. Die Produktion wurde auf Fernmeldetechnik umgestellt, Hauptabnehmer waren die Deutsche Bundespost und T & N. Die Produktion wurde 1994 eingestellt.
In dem Fachwerkhaus eröffnete am 15. April 1991 die Elterninitiative Kunterbunt e.V. den Kindergarten Knusperhaus.
Die Fabrikgebäude waren am 16. Oktober 1984 als Baudenkmal unter Denkmalschutz gestellt worden. Unter der Nummer 87 ist es als Beispiel für Wohnen und Arbeiten im 19. Jahrhundert in die Denkmalliste der Stadt Solingen eingetragen. Es wurde zwar das innere und äußere des Gebäudes unter Schutz gestellt, jedoch wurde versäumt das Inventar mit aufzunehmen. Ein großer Teil dieses Inventars ist daher verschrottet worden.
Die Stadt Solingen hatte die Immobilie in der Folgezeit erworben und 1988 den Beschluss gefasst, die Anlage für die geplante Südumgehung Wald abzureißen. Wegen des massiven Widerstands der Bevölkerung, vor allem der Eltern der Kinder des Kindergartens, wurde dieses Vorhaben jedoch aufgegeben. Durch eine Umplanung der Südumgehung konnte die Anlage erhalten werden, die restlichen Gebäude wurden zusammen mit dem Fabrikgebäude als Ensemble unter Denkmalschutz gestellt.
Ende 1999 stellte sich die Frage, wie man den Walder Kotten erhalten und sinnvoll nutzen kann. Private Initiativen wie der Freundeskreis Walder Kotten arbeiteten dabei mit der Stadt Solingen zusammen. Ab September 2000 führte die Sport- und Kulturzentrum Ittertal gGmbH im Rahmen einer Arbeitsbeschaffungsmaßnahme mit fünf Teilnehmern im Auftrag des Freundeskreises ein einjähriges Sanierungsprojekt durch. Die Bezirksvertretung Wald unterstützte die Arbeiten mit 3.000 DM für die Fenstersanierung. Mieter des Kottens wurden der in der Lokalpolitik aktive Dr. Hans-Joachim Müller–Stöver und Alida Immer, Trägerin des Ehrenrings der Stadt Solingen. In dem renovierten Packraum sollte ein Walder Heimatmuseum entstehen. 2001 wurde das LVR-Industriemuseum Solingen angefragt, um in einer Kooperation den Walder Kotten eine Nebenstelle des Industriemuseums werden zu lassen.
Ende 2002 verstarb Alida Immer und Dr. Müller–Stöver rückte in den Stadtrat Solingen nach. Anfang 2003 gelang es Dr. Müller–Stöver das Laurel & Hardy Museum in das Walder Kotten zu holen. Das Ehepaar Günther hatte seine Sammlung zum Komiker-Duo Stan Laurel und Oliver Hardy davor in privaten Räumen in der Bismarckstraße in Solingen-Mitte gezeigt, die der Vermieter zum Ende September 2001 gekündigt hatte. Am 29. März 2003 wurde das Museum auf etwa 70 m², doppelt so viel wie in den alten Räumen, im Walder Kotten wieder eröffnet.
Die Schützen- und Bürgergilde Wald hat seit 2006 einen Teil des Ensembles gemietet und mit Unterstützung örtlicher Handwerksbetrieben und der Stadt Solingen die Sanierung vorangetrieben, wobei die Sanierungskosten auf knapp 140.000 Euro geschätzt werden. 2010 kam es zum Konflikt zwischen dem Mieter und den Denkmalschützern über den Erhalt des alten, unregelmäßigen Holzboden mit seinen starken Gebrauchsspuren. Im März 2009 hatte es den ersten Termin mit der Unteren Denkmalbehörde gegeben. Im Sommer 2010 konnte eine Einigung erzielt, so dass ein neuer Ofen auf einer Betonplatte platziert werden sollte. Für den Werkstattofen hatte die Bezirksvertretung Wald bereits im April 2010 einen Betrag von bis zu 1.000 Euro bewilligt. Der Plan für den weiteren Umbau der 200 m² sah im Herbst 2010 vor, eine WC-Anlage im tiefer liegenden Nebenraum unterzubringen. Die noch vorhandenen alten Maschinen waren für Schauzwecken vorzubereiten. Zur Information über die Geschichte des Kottens war eine Vitrine vorgesehen. Für eine neue Beleuchtung mit Lampen, die der Epoche des Gebäudes entsprechen, gab es eine 2.000 Euro Spende der Stadt-Sparkasse Solingen.
Kurz vor Weihnachten 2013 sperrte die Stadt die vom Laurel & Hardy Museum und der Bürgergilde genutzten Gebäude, da bei einer Untersuchung mögliche Schäden an der Dachkonstruktion festgestellt wurden. Nach einer ersten Begehung der Gebäude konnte das Laurel & Hardy Museum schon drei Wochen später wieder geöffnet werden. Die Freigabe der restlichen Gebäudeteile zog sich hin, so dass die Bürgergilde schon begonnen hatte Raumalternativen zu suchen. Die Bürgergilde selber war seit 2013 stark dadurch beansprucht eine mögliche Insolvenz abzuwenden, da ihr Schatzmeister Gelder veruntreut hatte. Im September 2014 wurde das Gebäude wegen Einsturzgefahr erneut gesperrt.  Im Juli 2015 fusionierten die Schützen- und Bürgergilde Wald 1861 und der Bürgerverein Wald zum Walder Bürgerverein 1861. Mit dem Neustart des Vereins sollen auch die Arbeiten am Walder Kotten zügig vorangetrieben werden, so dass dieser möglichst noch im Jahr 2016 in seiner neuen Funktion zur Verfügung steht.

## Heutige Nutzung
- In dem Fachwerkhaus ist seit 1991 der Kindergarten Knusperhaus untergebracht, dieser nutzt auch einen Teil der Außenanlagen.
- In dem Fabrikgebäude ist seit 2003 unter anderem das Laurel & Hardy Museum untergebracht
- In den Räumen, die der Walder Bürgerverein 1861 als Rechtsnachfolger der Schützen- und Bürgergilde gemietet hat, sollen nach der Sanierung Veranstaltungen des Vereins und anderer Vereine, Versammlungen, Vorträge, Ausstellungen und Vernissagen stattfinden.

Von dem ursprünglichen Inventar der Fabrik sind noch eine Schmiede mit Esse und Amboss, Fräs-, Hobel- und Drehbänke, Niet- und Bohrmaschinen, ein Härteofen, Pressen, andere Werkzeugmaschinen und Kleinwerkzeuge vorhanden oder wurden nachgekauft. Diese sollen nach der Sanierung in einem Walder Heimatmuseum ausgestellt werden.